# Een mooie dag voor een wandeling
Een mooie dag voor een wandeling (Engelse titel: Nightfall and Other Stories) is een sciencefictionverhalenbundel uit 1976 van de Amerikaanse schrijver Isaac Asimov. Het boek bevat 11 verhalen van de 20 uit de oorspronkelijke Engelstalige versie. In 1982 werd de complete vertaalde verhalenbundel uitgegeven onder de naam Zonsondergang en andere verhalen.

## Korte verhalen
1. Liefde, wat is dat? (What is this Thing Called Love?, 1961)
2. De machine die de oorlog won (The Machine That Won the War, 1961)
3. Mijn zoon, de natuurkundige (My Son, the Physicist, 1962)
4. De moderne tovenaar (The Up-to-date Sorcerer, 1958)
5. Een mooie dag voor een wandeling (It's Such a Beautiful Day, 1954)
6. Ogen kunnen meer dan zien (Eyes do More then See, 1965)
7. De racist (Segregationist, 1968)
8. Stakingsbreker (Strikebreaker, 1956)
9. Steek nok A in gat B (Insert Knob A in Hole B, 1957)
10. Tot de vierde generatie (Unto the Fourth Generation, 1959)
11. Zonsondergang (Nightfall, 1941)

Het verhaal Zonsondergang  diende als basis voor het boek Ondergang (Nightfall, 1990) van Robert Silverberg en Isaac Asimov.